# Oktavformat

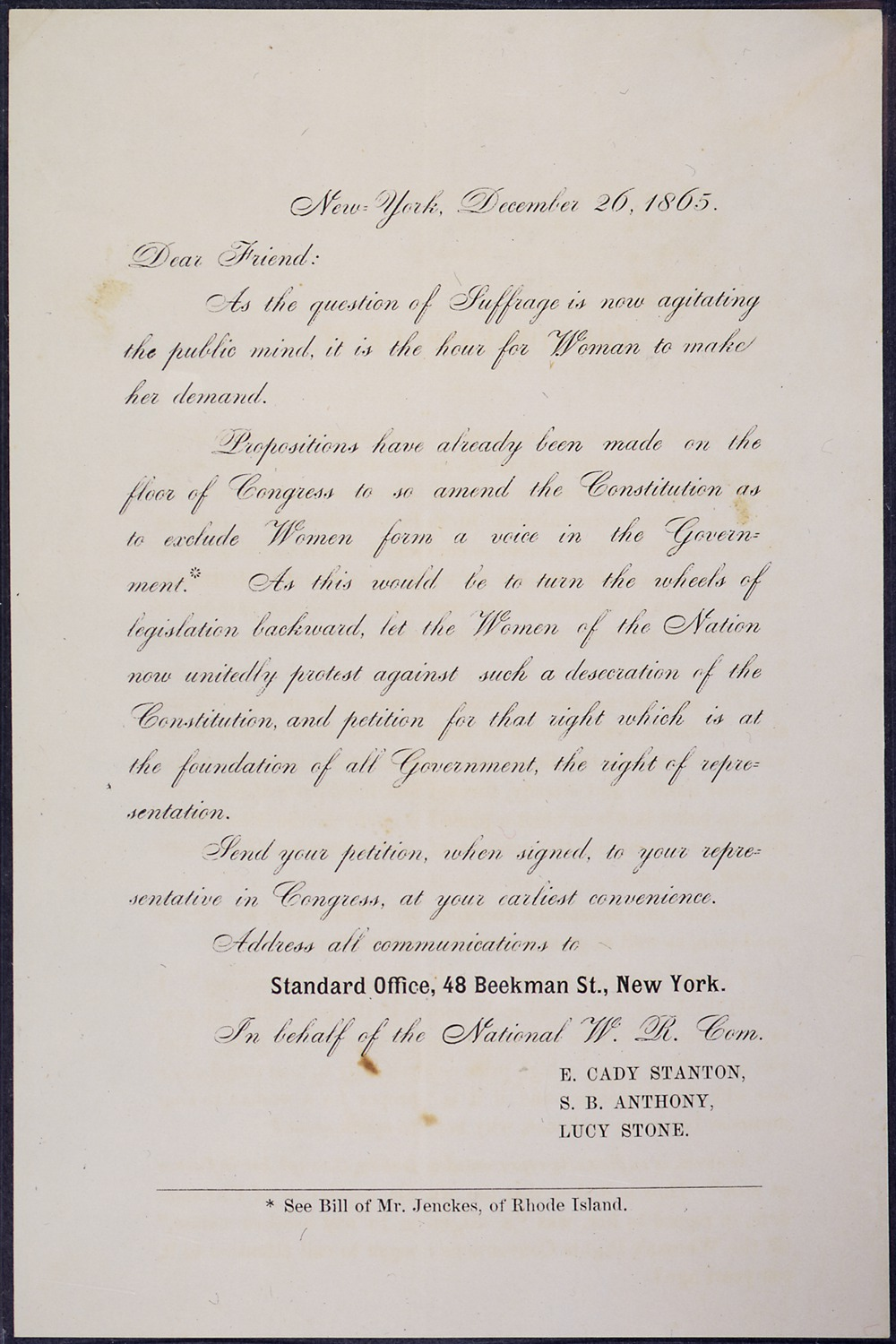
Beispiel Oktavformat, USA 1865, schlanker als 1 : 1 414

Das Oktavformat oder Octavo (v. lat. octo „acht“, substantiviert aus der in der Druckerfachsprache gebräuchlichen Wortgruppe lat. in octāvo „in Achtelgröße“, abgekürzt 8º) ist ein traditionelles Schreibheft- und Buchformat, bei welchem ein Papierbogen dreimal gefaltet und somit in acht Blätter gebrochen wurde (17. Jh.). Da jedes Blatt zwei Seiten hat, ergibt das Format pro Papierbogen 16 Seiten.

## Geschichte
Die Größe eines Papierbogens änderte sich im Laufe der Zeit. Zunächst war sie sehr unterschiedlich und hing je nach Land und Zeitalter von der Größe der Schöpfform ab.
Seit 1883 bemühte man sich in Deutschland, die Bogengrößen zu vereinheitlichen. Es entstanden 12 Normalformate, von denen die Nummer 1 ungebrochen oder in plano 33 × 42 cm maß, die unbeschnittene Seite eines Buches für dieses Format war demnach 10,5 × 16,5 cm groß. Für die bibliographische Beschreibung von Büchern entstanden die Preußischen Instruktionen (PI), die standardisierte Buchgrößen festlegten.
Schließlich entwickelte man 1922 die bis heute übliche Papierformat-Reihe DIN A usw., wobei der Bogen der Klasse 2 (also z. B. DIN A 2) zugeordnet wurde und das Oktavformat kleiner als A5 ist, welches 148 × 210 Millimeter misst.
Mehrere solcher DIN-A5-Blätter übereinander, in der Mitte zusammengeheftet und einmal gefaltet ergeben ein Heft im DIN-A6-Format – das sogenannte Oktavheft mit meist 32 oder 48 Seiten.